# Thysochromis
Thysochromis Daget, 1988 è un genere di pesci d'acqua dolce appartenente alla famiglia Cichlidae, sottofamiglia Pseudocrenilabrinae.

## Distribuzione e habitat
Queste specie sono diffuse in Africa occidentale e centrale (Nigeria, Costa d'Avorio e Benin.

## Descrizione
La lunghezza massima si assesta sugli 8,5 cm per entrambe le specie.

## Specie
Il genere comprende 2 specie:
- Thysochromis annectens
- Thysochromis ansorgii